# Тайнань Сіті
ФК «Тайнань Сіті», зі спонсорських причин наразі відомий як «Тайвань Стіл» (кит. трад. 台灣鋼鐵足球隊) — тайванський професіональний футбольний клуб, який зараз виступає у Тайванській футбольній прем'єр-лізі.

## Історія
Команда стала учасником Тайванської футбольної Прем'єр-ліги під назвою ФК «Тайнань Сіті» у 2017 році. Більшість гравців походили з команди Кампус Тяньму Тайбейського університету, яка підтримувалася урядом міста Тайнань. Структура команди та її гравці змінилися, оскільки Taiwan Steel Group придбала клуб і перейменувала його у 2019 році, запросивши гравців національної збірної, таких як Ву Чунь-Чин.
Напередодні сезону 2020 року Taiwan Steel Group підписала воротаря національної збірної Пан Вень-цзе, захисника Чень Вей-чуаня, MVP 2019 року Марка Фенелуса та найкращого бомбардира 2019 року Бенчі Естаму.
У 2020 році «Тайнань Сіті» виграли національну лігу, а у 2021 році вперше виграли Кубок АФК.

## Досягнення
- Тайванська футбольна прем'єр-ліга
  - Чемпіони (4): 2020, 2021, 2022, 2023